# Effetto Schwinger

In presenza di un campo elettrico intenso e costante, vengono creati spontaneamente elettroni, e positroni,.

L'effetto Schwinger (anche chiamato effetto Sauter-Schwinger, meccanismo di Schwinger o produzione di coppie di Schwinger) è un fenomeno fisico previsto dall'elettrodinamica quantistica (QED) secondo cui in presenza di un campo elettrico vengono create spontaneamente coppie elettrone-positrone, provocando così il decadimento del campo elettrico. L'effetto è stato originariamente proposto da Fritz Sauter nel 1931 e un ulteriore lavoro importante è stato svolto da Werner Heisenberg e Hans Heinrich Euler nel 1936, anche se solo nel 1951 Julian Schwinger fornì una descrizione teorica completa.
L'effetto Schwinger può essere pensato come un decadimento di un falso vuoto in presenza di un campo elettrico. Sebbene la nozione di decadimento del vuoto suggerisca che qualcosa viene creato dal nulla, le leggi fisiche di conservazione sono comunque rispettate. Questo nasce dal fatto che elettroni e positroni sono l'uno l'antiparticella dell'altro, con proprietà identiche eccetto carica elettrica opposta.
Per conservare energia, il campo elettrico perde energia quando si crea una coppia elettrone-positrone, di una quantità pari a {\displaystyle 2mc^{2}}, dove {\displaystyle m} è la massa a riposo dell'elettrone e {\displaystyle c} è la velocità della luce. La carica elettrica si conserva perché una coppia elettrone-positrone è elettricamente neutra. Il momento lineare e angolare si conservano perché, in ciascuna coppia, l'elettrone e il positrone sono creati con velocità e spin opposti. In effetti, ci si aspetta che l'elettrone e il positrone vengano creati (quasi) a riposo, e quindi successivamente accelerati l'uno dall'altro dal campo elettrico.

## Descrizione matematica
La produzione di coppie di Schwinger in un campo elettrico costante avviene a un tasso costante per unità di volume, comunemente indicato come {\displaystyle \Gamma } . Questo tasso è stato calcolato per la prima volta da Schwinger e al primo ordine (a un loop) è uguale a
{\displaystyle \Gamma ={\frac {(eE)^{2}}{4\pi ^{3}c\hbar ^{2}}}\sum _{n=1}^{\infty }{\frac {1}{n^{2}}}\mathrm {e} ^{-{\frac {\pi m^{2}c^{3}n}{eE\hbar }}}}
dove {\displaystyle m} è la massa di un elettrone, {\displaystyle e} è la carica di un elettrone, e {\displaystyle E} è l'intensità del campo elettrico. Questa formula non può essere sviluppata in una serie di Taylor in {\displaystyle e^{2}}, mostrando la natura non perturbativa di questo effetto. In termini di diagrammi di Feynman, si può ricavare la velocità di produzione della coppia di Schwinger sommando l'insieme infinito dei diagrammi che contengono un loop di elettroni e un numero qualsiasi di gambe di fotoni esterni, ciascuno con energia zero (mostrati in figura).

L'insieme infinito dei diagrammi di Feynman rilevanti per la produzione di coppie di Schwinger.

## Prospettive sperimentali
L'effetto Schwinger non è mai stato osservato poiché è richiesto un campo elettrico estremamente intenso. La produzione di coppia avviene in modo esponenzialmente lento quando l'intensità del campo elettrico è molto al di sotto del limite di Schwinger, corrispondente a circa 1×1018 V/m. Con le strutture laser attuali e quelle in programma, questa è un'intensità del campo elettrico irrealizzabile, quindi sono stati proposti vari meccanismi per accelerare il processo e quindi ridurre l'intensità del campo elettrico necessaria per la sua osservazione.
Il tasso di produzione di coppie può essere significativamente aumentato nei campi elettrici dipendenti dal tempo, e come tale viene perseguito da esperimenti laser ad alta intensità come l'Extreme Light Infrastructure. Un'altra possibilità è quella di includere un nucleo altamente carico che produce esso stesso un forte campo elettrico. Altamente probabile l'osservazione dell'effetto Schwinger tramite un generatore ad effetto Searl.
Nel gennaio 2022 i ricercatori del National Graphene Institute guidati da Andre Geim e una serie di altri collaboratori hanno riportato l'osservazione di un processo analogo tra elettroni e lacune nel punto di Dirac di un superreticolo di grafene su nitruro di boro esagonale (G/hBN) e un altro uno di grafene a doppio strato ritorto (TBG: twisted bilayer graphene). Viene utilizzata anche un'interpretazione come effetto tunnel Zener-Klein (misto fra Zener e Klein).